# Pedras de Ale
As Pedras de Ale (em sueco: Ales stenar;  PRONÚNCIA) são o maior monumento megalítico da Suécia em forma de barco de pedra situado em Kåseberga, uma pequena aldeia a 15 quilômetros a sudeste de Ystad, na província da Escânia. As Pedras de Ale consistem em 59 grandes blocos de pedra com 2-3 metros de altura, pesando várias toneladas cada um, dispostos como um barco, com 67 m de comprimento e 19 m de largura. O monumento está datado para 600-1000, na época final da Idade do Ferro, talvez na Era de Vendel ou Era Viquingue. Alguns cientistas pensam que as pedras poderiam ter funcionado como um calendário, com funções cerimoniais semelhantes às de Stonehenge em Inglaterra. Outros acham que era um túmulo víquingue em forma de barco de pedra.